# Han-lès-Juvigny
Han-lès-Juvigny är en kommun i departementet Meuse i regionen Grand Est (tidigare regionen Lorraine) i nordöstra Frankrike. Kommunen ligger i kantonen Montmédy som tillhör arrondissementet Verdun. År 2022 hade Han-lès-Juvigny 125 invånare.

## Befolkningsutveckling
Antalet invånare i kommunen Han-lès-Juvigny
| Referens: INSEE |